# Достоевский, Михаил Андреевич
Михаи́л Андре́евич Достое́вский (1789, Войтовцы, Подольское воеводство, Корона Королевства Польского, Речь Посполитая — 1839, Даровое, Тульская губерния, Российская империя) — коллежский асессор, врач, отец Ф. М. Достоевского.

## Биография
Согласно обнаруженным документам, принято считать, что Михаил Достоевский родился в 1789 году в селе Войтовцы в многодетной семье униатского священника Андрея Григорьевича Достоевского. Информация о ранних годах Михаила оказалась противоречива. Его сын Андрей впоследствии утверждал, что Михаил Андреевич, не желая продолжать обучение в семинарии, с благословения матери скрылся из дома и отправился в Москву. Внучка, Любовь Достоевская, писала уже о «смертельной вражде со своим отцом и братьями» Михаила. Ранние биографы Фёдора Михайловича Достоевского при составлении биографии писателя опирались на эти истории. Так Л. П. Гроссман писал: «Михаил Андреевич Достоевский (15 лет) уходит из родительского дома и отправляется с Украины в Москву»; В. С. Нечаева утверждала: «Михаил Андреевич не пожелал продолжать профессию отца и, порвав связь с родной семьей, ушёл из дома в Москву»; Ю. И. Селезнёв: «Своенравный Михаил Андреевич не пожелал пойти по стопам отца…». В конце XX века исследователи на основе обнаруженных документов отметили несостоятельность данных версий. Выяснилось, что 1808 году Михаил ещё учился в Подольско-Шаргородской семинарии при Шаргородском Николаевском монастыре, куда поступил в декабре 1802 года. За обучение в семинарии в течение шести лет платил его отец.
14 октября 1809 года успешно сдал экзамены в Императорскую медико-хирургическую академию, входившую в ранг "первых учебных заведений империи, и вступил в число казённых воспитанников по медицинской части в московское отделение академии.
Во время Отечественной войны студент 4-го класса Достоевский в августе 1812 года был командирован в Московский Головинский госпиталь «для пользования больных и раненых», а осенью боролся с эпидемией тифа в Верейском уезде, за что получал похвальные аттестаты. Закончив 4-й курс обучения, 5 августа 1813 года был произведён лекарем 1 отделения и уже осенью направлен в Бородинский пехотный полк. 5 августа 1816 года был удостоен звания штаб-лекаря.
В апреле 1818 года Михаил Достоевский был переведён ординатором в военный госпиталь в Москве. В конце 1820 года, после рождения первого сына Михаила, Достоевский уволился с военной службы и с 1821 года перешёл работать в Мариинскую больницу для бедных.
В 1825 году за отличную и ревностную службу Михаил Достоевский был награждён орденом святой Анны 3 степени, а после получил чин коллежского асессора, что давало право на получение потомственного дворянства по выслуге для себя и всей его семьи.
В 1831 году он приобретает имение Даровое в Тульской губернии (сейчас деревня Даровое Московской области), но до июля 1837 продолжает службу в Мариинской больнице.
Скончался в 1839 году в своём имении в Тульской губернии. Сведения о смерти также противоречивы: по одной версии — был убит своими крестьянами, по другой, он умер в поле около Дарового своей смертью от «апоплексического удара».

## Семья
Жена — Мария Федоровна Нечаева, дочь купца 3-й гильдии Фёдора Тимофеевича Нечаева, происходившего из старых посадских города Боровска Калужской губернии. В семье было восемь детей:
- Михаил (1820—1864) — литератор.
- Фёдор (1821—1881) — известный русский писатель.
- Варвара (1822—1893), в замужестве Карепина[12].
- Андрей (1825—1897) — архитектор.
- Вера (1829—1896), в замужестве Иванова[13].
- Любовь (1829—1829) — близнец Веры, умерла вскоре после рождения[14].
- Николай (1831—1883)[15] — архитектор.
- Александра (1835—1889) в замужестве Голеновская[16].